# موچش
موچش به کُردی (مووژه‌ژ) شهری است در استان کردستان در غرب ایران. این شهر در شهرستان کامیاران قرار گرفته‌است. جمعیت این شهر در سال ۱۳۸۵، برابر با ۳٬۲۱۱ نفر، و در سرشماری سال ۱۳۹۵ جمعیت این شهر ۳٬۳۷۰ نفر بوده‌است. شهر موچش مرکز بخش موچش در ۶۰ کیلومتری شهر سنندج و در فاصله حدود ۵۵ کیلومتری کامیاران و حدود ۳۰ کیلومتری شهر دهگلان واقع شده و از جاده کرمانشاه، سنندج حدود ۱۵ کیلومتر فاصله دارد. شغل مردم این شهر دامداری، کشاورزی و کاسبی در بازار کوچک این شهر است.
یک قلعه ۵۰۰۰ ساله در محله قدیمی شهر موچش قرار دارد.
از هنرمندان نامدار این منطقه می‌توان به؛ حیدر محمدی (سازندهٔ دف)، محمد زارع‌رمشتی به کُردی: حه‌مه نه‌سێ (نوازنده سرنا) و جلال ساعدپناه (فیلم‌ساز) اشاره کرد.